# Majangir
Majangir (Majang, auch Mezenger oder Mezhenger) ist ein im südwestlichen Äthiopien lebendes Volk. Laut einer Volkszählung im Jahr 1998 liegt die Bevölkerungszahl bei 15,341. Die tatsächliche Zahl wird aber höher geschätzt, da die Majangir in zerstreuten Siedlungen in den Bergen leben.
Die Mahangir sprechen die gleichnamige Sprache, die zu den surmischen Sprachen, einer Untergruppe der nilosaharanischen Sprachen gehört.
Als politischer Vertreter der Majangir in Äthiopien fungiert die Volksdemokratische Einheitsorganisation der Sheko und Mezenger.

## Kultur
Die Majangir leben traditionell in kleinen Gruppen drei bis fünf Jahre lang am selben Ort, den sie landwirtschaftlich bebauen, und ziehen weiter, wenn die Fruchtbarkeit des Bodens abnimmt. Sie züchten Bienen und sammeln den Honig, gehen auf die Jagd und fangen Fisch. Tiere machen aber nur einen kleinen Teil ihrer Nahrung aus, den Großteil bekommen sie aus ihrem eigenen landwirtschaftlichen Anbau.
In den letzten Jahrzehnten hat sich die Lebensweise der Majangir geändert. Die auffälligste Veränderung ist, dass sie nun in dauerhaften Siedlungen leben. Auch die Viehzucht, die traditionell nicht zu ihrer Kultur gehörte, wurde seit den 1980er Jahren von einigen Bewohnern begonnen. Außerdem werden inzwischen auch Frucht- und Kaffeepflanzen angebaut, die bis zur Ernte mehrere Jahre brauchen.
Die Majangir haben eine egalitäre Gesellschaft ohne politische Anführer. Die einzigen offiziellen Positionen sind die der Tapad, welche die Rituale anführen. Diese sind aus dem Meelanir-Klan, einer Gruppe, die mit gleichnamigen privilegierten Klans in anderen surmischen Gruppen in Verbindung gebracht wird.
Im Gegensatz zu den Kulturen im äthiopischen Hochland gibt es bei den Majangir keinen Abstimmungs- oder Schlichtungsvorgang. Im Falle eines ernsthaften Streites würde eine der Parteien einfach weiterziehen.
Die Majangir haben über 70 Klans, der jeweilige Name wird über die männliche Linie weitergegeben. Eine Person kann keine Person desselben Klans heiraten und sollte auch keine aus dem Klan der Mutter heiraten.
Traditionell gibt es zwei alkoholische Getränke: tááján (vgl. Tella) aus Getreide und ògòòl (vgl. Tej) aus Honig.
Die Musik besteht aus Gesang, der sowohl harmonisch als auch antiphonisch sein kann und von traditionellen Instrumenten begleitet wird. Darunter befinden sich eine fünfsaitige Leier, ein Lamellophon, Trommeln, Rasseln und eine Panflöte. Zusätzlich spielen sie ein Xylophon mit drei Klangstäben.
Das traditionelle Leben der Majangir begann sich seit den 1970er Jahren rapide zu ändern. Viele Mitglieder sind zum Christentum konvertiert. Seit Ende des Bürgerkrieges 1991 und der darauffolgenden Neuaufteilung des Landes nach ethnischen Linien sind die Majangir politisch stark an den Rand gedrängt. Ihr Territorium wird durch drei Verwaltungseinheiten, den sogenannten kalil, aufgeteilt. Diese Frustration führte zu einigen bewaffneten Kämpfen gegen die Regierung.

## Sprache
Die Majangir-Sprache gehört zur Gruppe der Surmischen Sprachen, ist aber von den anderen Sprachen dieser Gruppe weitgehend isoliert. Es gibt nur wenige Dialekte, die sich von Norden nach Süden verändern, die Kommunikation aber kaum beeinflussen.